# بخش کشتوار
بخش کشتوار (به انگلیسی: Kishtwar district) یک بخش در هند است که در جامو و کشمیر واقع شده‌است. بخش کشتوار ۷٬۸۲۴ کیلومتر مربع مساحت و ۲۳۰٬۶۹۶ نفر جمعیت دارد.